# NGC 6791
NGC 6791 је расејано звездано јато у сазвежђу Лира које се налази на NGC листи објеката дубоког неба.
Деклинација објекта је + 37° 46' 27" а ректасцензија 19h 20m 52,7s. Привидна величина (магнитуда) објекта NGC 6791 износи 9,5. NGC 6791 је још познат и под ознакама OCL 142.